# Rin Tin Tin & Rusty
Rin Tin Tin & Rusty è stata una serie a fumetti pubblicata in Italia negli anni sessanta e settanta dalla Editrice Cenisio; nacque per sfruttare il successo della serie televisiva Le avventure di Rin Tin Tin che veniva trasmessa con successo dalla televisione di stato italiana; la testata venne edita, divisa in quattro serie, per quasi venti anni, anche dopo l'interruzione della trasmissione televisiva.

## Storia editoriale
La serie esordì nel 1960 pubblicando inizialmente alcune storie disegnate da Sparky Moore tratte dall'omonimo comic book americano; successivamente vennero prodotte storie scritte da Luigi Grecchi e disegnate da Carlo Raffaele Marcello e Lino Jeva; in appendice presentava altre storie di produzione americana o italiana come Buck Danny, Il Cavallerie Sconosciuto, Biggles, Kid Roy, Bob e Frank e Vic Leroy, Pepito, Davy Crockett Junior.
La seconda serie esordì il mese successivo alla conclusione della prima, a gennaio 1969, e venne edita fino al 1976. Presentava sempre storie scritte da Grecchi e disegnate da Marcello con in appendice serie di produzione americana o italiana e, oltre a quelle già presentate nella serie precedente, si aggiunsero serie come Sgt. Kirk di Hugo Pratt e altri; nel 1975, dal n. 79, la testata divenne Rin Tin Tin & Sgt. Kirk.
Dopo la conclusione della seconda serie, nel 1977 ne vennero pubblicate altre due, la prima di solo due numeri sempre con storie di Grecchi, mentre la seconda conteneva principalmente ristampe di storie già pubblicate nelle serie precedenti e venne pubblicata per 38 numeri fino al 1978.